# Selecció assistida per marcadors moleculars
La selecció assistida per marcadors (MAS: marker assisted selection) és una selecció indirecta en el qual un caràcter d'interès és seleccionat en funció d'un marcador (morfològic, bioquímic o de DNA/RNA) que es troba lligat al caràcter d'interès (productivitat, resistència a malalties i plagues, qualitat, estressos biòtics, etc.).
Aquest mètode ha estat utilitzat extensivament en programes de millora genètica de plantes i animals.
Per exemple, el MAS ha permès seleccionar individus amb resistència a alguna malaltia identificant al·lels associats a marcadors, cosa que estalvia les inoculacions amb el patogen per a seleccionar plantes resistents a la malaltia. La hipòtesi d'aquesta aproximació és que el marcador s'associa amb alta freqüència amb el gen o el locus del tret quantitatiu (QTL: quantitative trait locus), a causa del lligament genètic (proximitat, al cromosoma, del locus del marcador i del locus determinant de la resistència).
El MAS pot ser útil per seleccionar caràcters que siguin difícils o costosos de mesurar, que tinguin poca heretat i/o s'expressin tard en el desenvolupament. En determinats moments del procés de preproducció, s'examinen els exemplars per assegurar-se que expressen el caràcter desitjat.

## Mapes de lligament molecular
La identificació de un locus genètic i la construcció de mapes de lligament requereix:
- Existència de polimorfismes.
- Una segregació enter les poblacions per poder analitzar-ho
- Eines analítiques per poder-ho processar.

## Mapes genètics clàssics
Els mapes genètics clàssics estaven basats en efectes fenotípics, és a dir, en marcadors morfològics. Es basen en tenir uns fenotips diferenciables i que ens permetin veure la segregació durant generacions. Construir aquest tipus de mapes requereix un esforç temporal i econòmic.
Moltes de les característiques d'interès agrícola es caracteritzen per tenir fenotips que son difícil de caracteritzar a simple vista. Poden estar afectats per l'ambient i per tant, tot i tenir el gen que ens interessa l'ambient l'emmascara. A vegades, el propi gen pot ser en si mateix perjudicial per la planta i, per tant, no es podrà detectar mai que la planta ha incorporat aquest gen.

## Marcadors moleculars
L'existència de marcadors moleculars resol els problemes presentats per algunes dels caràcters d'interès en els processos de millora genètica. Els marcadors moleculars no es troben afectats per l'ambient, no són perjudicials per la planta i el polimorfisme és més fàcil detectar genotípicament que fenotípicament. A més, la majoria de marcadors moleculars són co-dominants i per tant, es poden diferenciar individus heterozigots dels homozigots.
La proximitat entre el marcador i el gen d'interès es mesura en unitats de mapa o centiMorgans (cM). En funció de la proximitat entre el marcador i el gen tindran més o menys tendència a romandre junts durant les generacions (estar lligats genèticament).
Actualment, els mapes genètics tenen una gran densitat de marcadors, el nombre dels quals ha augmentat considerablement amb els anys. Per tal de poder obtenir resultats significatius és preferible que la distància entre el locus i el marcador sigui menor de 5cM de distància genètica.

## Mapatge de poblacions
Per fer un mapa de lligament genètic s'han de seleccionar dos parentals que tenen diferències significatives en els caràcters en els quals estem interessats. Mitjançant creuaments dels parentals aconseguir una població i fenotipar el caràcter d'interès per cada individu de la població. Obtenir informació molecular de marcadors uniformement espaiats. Ens interessen uniformement espaiats, ja que si tenim tots els marcadors concentrats en un punt del genoma serà difícil identificar relacions QTL i marcador en zones en què no tinguin cap marcador. Per tant, l'objectiu és aconseguir mapes densos i que aquesta densitat estigui repartida per tot el genoma. Construir un mapa genètic i identificar els marcadors lligats a QTL.
Per tal de construir mapes genètics s'han d'utilitzar poblacions en les quals els al·lels del mateix cromosoma han estat separats per recombinació sexual. Generalment, entre individus que difereixen en les característiques en les quals tenim interès les quals també son polimòrfiques en un nivell molecular.
En alguns casos, un encreuament controlant no és possible i, per tant, s'utilitzen altres estratègies (random, semi-random). Per fer els mapes s'utilitza la F2.

Com més gran sigui la població utilitzada per a construir el mapa genètic millor. Perquè serà més fàcil detectar diferents recombinacions.

## Locus de caràcter quantitatiu(QTL)
La majoria de característiques estan determinades per un conjunt de gens i també es troben influenciats per l'ambient. El que produeix això és que es pugui observar un variació gradual del fenotip que estudiem, és a dir, presenten una distribució continua.
Aquest tipus de caràcters son difícils de identificar però utilitzant la tecnologia de marcadors moleculars. Les regions cromosòmiques que determinen aquests caràcters són conegudes com a QTL. Els QTL representen un gen o un clúster de gens que controlen el nostre caràcter d'interès.
S'han de tenir diferents aspectes alhora de treballar amb QTL. Un mateix caràcter pot estar controlat per més d'un QTL. També hem de tenir en compte la localització del QTL en el genoma i l'acció gènica (additiu o dominant).

### Detectar QTL
És important la seva identificació per tal de dur a terme millores en cultius i per això els hem de mapar utilitzant marcadors moleculars.
Per tal de detectar un QTL s'utilitza el lligament genètic entre el marcador molecular i els al·lels del QTL. Per tant, és necessari un mapa de lligament genètic.

### Objecte d'anàlisi
La població es divideix en funció del genotip del marcador molecular i es compara amb el fenotip.

### Anàlisi de QTL
Es basa en examinar els marcadors propers al gen. Si tenim dos marcadors propers és millor per a la nostra anàlisi i s'anomena anàlisi d'intervals. Aquest tipus d'anàlisi el duen a terme programes com MAPMARKER-QTL.
Aquest programa ens dona un LODSCORE. El LODSCORE ens indica la probabilitat que el nostre fenotip es degui més a la presencia d'un QTL que la absència d'aquest. Quan el LODSCORE supera un valor predeterminat en funció de l'espai entre marcadors i el volum total de població podem dir que hi ha un QTL en aquella regió. El valor de 3 normalment s'utilitza com a valor de referència. Es podem fer refinaments d'aquesta tècnica.

#### Anàlisis de marcador únic
És el mètode tradicional per a detectar QTL utilitzant nomes un marcador. Es compara la descendència fenotípicament (exemple, obtenim AA, Aa, aa). La diferència entre els diferents fenotips ens donarà una estimació de l'efecte que té tenir AA o aa. Per veure la significança d'aquests canvis es farà amb t-test o F-test. Com més lluny estigui el marcador del QTL menys probabilitats de ser detectat estadísticament a causa de les possibles recombinacions entre el marcador i el gen.

#### Mapatge d'intervals compostos
Un dels factors que afebleix el mapatge d'intervals es que es basa en el fet que els efectes d'un altre QTL també poden estar contribuint o que dos QTL estiguin lligats.
El mètode de Mapatge d'intervals compostos (CIM = Composite interval mapping) va ser proposat com a solució a aquest problema. La única variació que presenta es que te en compte cofactors d'altres regions del genoma.
Per tant, és una tècnica que dona més poder i precisió.

#### Software de mapatge de QTL
Hi ha una gran quantitat de softwares per tal de fer anàlisis genètiques sobre lligaments i mapatge de QTL.
Algun d'ells son MapMaker/QTL, MQTL, PLABQTL, QTL cartographer, etc.

## Selecció assistida per marcadors
La selecció assistida per marcadors es bassa en la utilització de marcadors moleculars per tal de determinar les localitzacions del gen d'interès en programes de millora. Aquesta estratègia complementa els programes de millora convencionals, ens dona un ampli ventall d'avantatges. En millora tradicional s'ha d'utilitzar un nombre de població major mentre que utilitzant MAS el que fem és reduir el nombre de població que hem d'utilitzar. Ens dirigim en millorar els locus que tenen un efecte important en la característica d'interès. Això, ens permet una reducció temporal i econòmica important.
En el cas de la mida de la població requerida en els programes de millora convencionals s'utilitzen un gran nombre d'individus per tal que es produeixin combinacions gèniques amb un interès agronòmic. El gran nombre d'individus a utilitzar, el temps que es tarda en trobar la combinació que ens interessa i la posterior anàlisi fenotípica de cadascun d'aquest individus per trobar la característica suposa un esforç temporal i econòmic molt alt. Per aquest motiu, cada vegada és més imprescindible introduir eines com MAS amb l'objectiu de esquivar tots aquest obstacles.
S'ha pogut veure que la utilització de MAS ens permet obtenir millors resultats en algunes ocasions concretes: quan la característica d'interès presenta una baixa heretabilitat, quan és difícil de mesurar ja sigui econòmicament o visualment, etc.
S'ha pogut veure que molts caràcters d'interès agronòmic (rendiment, contingut de nitrogen, resistència a malalties, etc.) estan regulats per un conjunt complex de gens els quals es poden trobar o no en el mateix cromosoma i que són altament influenciables pels factors ambientals.
La selecció assistida per marcadors té diversos avantatges:
- Ens permet seleccionar els caràcters els quals tenen una avaluació fenotípica complicada o caràcters que poden estar altament influenciats per l'ambient i, per tant, camuflats tot i tenir el gen.
- Permet seleccionar el nostre gen d'interès en condicions de fora de temporada (hivernacles). Això, ens permet tenir de dos a quatre generacions en un any.
- Determinar les propietats fenotípiques dels individus en el estadi de llavor. Ens estalviem el procés de plantar i el creixement de l'individu per observar el fenotip. Una reducció temporal important.
- Discriminació de fenotips semblants però produït per diferents locus.
- Caràcters altament controlats per l'ambient, si sabem que conté el gen, ens estalviarem errors.
- Seleccionar individus amb la menor regió incorporada de DNA de la planta donadora.
- Reducció del nombre de generacions per arribar al nostre objectiu.

Aquesta selecció basada en saber la localització genòmica més que en el fenotip que observem és un gran avantatge sobretot en els caràcters quantitatius. Per tant, la identificació de associacions marcador – QTL és essencial per a dur a terme aquesta tècnica.

### Requisits per l'aplicació de la selecció assistida per marcadors
Per tal de poder introduir la selecció assistida per marcadors en programes de millora, s'han de complir una sèrie de requeriments.
- Un sistema de marcador eficient i que sigui compatible amb la escala de l'experiment/millora que vulguem dur a terme.
- La població utilitzada per a determinar associacions entre marcadors i QTL han d'estar ben fenotipades.
- Els QTL mapats en una població han d'estar validats en altres.
- Els marcadors que utilitzem han d'estar propers al QTL per tal de minimitzar el risc de recombinació entre els marcadors i el QTL i, per tant, evitar un error en la predicció del gen responsable (5cM).
- Un mapa genètic suficientment dens amb una bona distribució de marcadors polimòrfics en tot el genoma. Necessitem marcadors en tot el genoma, ja que el nostre QTL es pot trobar en qualsevol regió. Un cop detectada la regió necessitem densitat en aquesta també per tal de tenir distàncies petites entre marcadors i QTL.
- Es poden utilitzar més de dos marcadors. Com per exemple, marcadors flanquejant als gens.
- El sistema de marcador ha de permetre un mètode ràpid, cost baix i una alta exactitud en el genotipat.
- Tota la informació generada ha de ser processada apropiada i ràpidament.

Per tant, tot i que els programes de millora utilitzant selecció assistida per marcadors presenten molts avantatges respecte els mètodes clàssics també tenen molts requeriments per tal que de que es pugui dur a terme amb el mínim error possible la millora. D'altra banda, necessitem tècniques i eines per tal de poder determinar mapes genètics, eines estadístiques i bioinformàtiques per processar tota la informació generada. També totes aquestes tècniques han de tenir un cost assumible tant econòmicament com temporalment a part que puguin ser adaptades a gran escala i que en utilitzar-les a gran escala tinguin una alta fiabilitat.
També és una tècnica que pot estar limitada a nivell genètic. Primerament, la precisió del mapatge dels QTL i marcadors és essencial en l'èxit d'aquest tipus de selecció. D'altra banda, si el marcador i el QTL es troben a una distància superior de 5cM la probabilitat de recombinació entre ells és més alta i, per tant, podria arribar a afectar la nostra població i que s'acabés perdent el caràcter.
Els efectes de la resta de genoma (background) i també per l'efecte que pot fer l'ambient poden contribuir en que la nostra selecció no sigui exitosa.
Per tant, per dur a terme la selecció assistida per marcadors s'han de dur a terme els següents passos:
1-   Desenvolupament d'una població 
2-   Mapatge de QTL 
a. Construcció d'un mapa de lligament
b. Avaluacions fenotípiques
c. Anàlisis de QTL
3-   Validació del QTL
a. Confirmació del efecte i la posició
b. Verificació de la independència del QTL
4-   Validació del marcador
a. Testar els marcadors 
b. Identificar marcadors polimòrfics.
5-   Selecció assistida per marcadors 

### Aplicacions de selecció assistida per marcadors en millora de plantes
Es poden classificar en backcrossing assistit per marcadors, piramiditzacio assistida per marcadors i selecció combinada assistida per marcadors.

#### Backcrossing assistit per marcadors
La tècnica de backcrossing ha estat utilitzada en la millora de plantes des de fa anys. Es basa en incorporar un o varis gens a una varietat elit. Normalment, el parental que s'utilitza en el backcrossing té un gran nombre de atributs que ens interessen però deficient en alguns altres.
La utilització de marcadors en aquest mètode incrementa la eficiència de la selecció.

#### Piramidització assistida per marcadors
La piramiditzacio és el procés en combinar diversos gens en un únic genotip. Es pot utilitzar en millora clàssica tot i que no és fàcil identificar les plantes que contenen més d'un gen.
Utilitzant la clàssica selecció fenotípica, tots els individus han de ser avaluats un per un i per tots els caràcters que ens interessen. Per tant, és difícil fer un seguiment d'aquesta població.
Els marcadors moleculars ens poden facilitar aquesta selecció. Per tant, ens estalviem molt de temps, tant d'avaluar el fenotip com de fer créixer la planta.
- Un dels èxits és el cas de la poma i la resistència a la floridura. La progènie procedia de línies parentals amb diferents tipus de resistències. Els encreuaments entre els parentals es fa amb l'objectiu de piramiditzar totes aquestes resistències en un únic individu (genotip).

#### Selecció combinada assistida per marcadors
Es basa en combinar l'anàlisi fenotípica amb MAS. Aquest mètode permet obtenir diferents avantatges respecte al realitzar el MAS o l'anàlisi fenotípica únicament.
Es pot dur a terme quan QTL addicionals també controlen el caràcter i no els tenim identificats.
És més eficaç que una anàlisi fenotípica sol, sobretot en anàlisi de grans poblacions.

### Casos reals
Les primeres aplicacions de la selecció assistida per marcadors es basaben en la resistència de la soja a un nematode que causa quists en la planta de soja. El sector privat utilitza SAM bàsicament per cultius de blat, soja, cotó, gira-sol, etc. El objectiu d'aquest sector és de desenvolupar genotips perfectes a partir de combinar segments que ens aporten beneficis. En el cas del sector públic ha permès millorar varietats. La primera varietat comercialitzada obtinguda per SAM va ser a EUA per Monsanto, USA. Van ser dues varietats d'arròs, Cadet and Jaciento, les quals tenen característiques sobre la seva elaboració i processat úniques, entre elles tenen una reducció en el contingut d'amilosa.

#### Internacional
Un dels cultius més utilitzats i que més interessa millorar són cereals altament conreats com per exemple el blat.
Un procés de millora tradicional de blat ens pot ocupar de 10 a 15 anys. En aquest procés els investigadors es basen en canvis fenotípics. Fet que requereix temps i també dificulta l'anàlisi (alguns caràcters son difícils de fenotipar).
Per tant, es interessant aplicar la selecció assistida per marcadors. El genoma de l'arròs es d'una mida aproximada de 400 Mb y en el cas del blat d'uns 17.000. La facilitat d'estudi del genoma de l'arròs fa que s'agafi a aquest com a model per estudiar altres especies. Cal dir que la gran quantitat de genoma del blat es deu en gran part a seqüències repetitives.
S'ha pogut veure que molts d'aquest marcadors i gens de l'arròs es mantenen en composició i ordre en una gran majoria de cereals per lo qual podem establir una relació. Aquest procés es anomenat colinearitat, gràcies al qual hem pogut establir mapes comparatius i relacions genòmiques entre diferents espècies.
La aplicació de la selecció assistida per marcadors en el blat té una gran importància en processos de piramidització.
Un dels centres és importants és el centre internacional de millora del blat i el blat de moro (CIMMYT: International Maize and Wheat Improvement Center). En el cas dels programes de millora del blat de CIMMYT en els quals el objecte d'estudi són estressos biòtics, característiques quantitatives, característiques relacionades amb l'augment de producció.

#### Estats Units i Canadà
En els anys 1996/1998 els Estats Units i Canadà eren els majors exportadors de blat. Com Canadà va patir una gran expansió en temes d'exportació de cereals els Estats Units van començar a dur a terme programes de millora i així és com es comença a utilitzar al selecció assistida per marcadors.
Es tenia com a objectiu transferir gens per millorar la qualitat i la resistència a malalties. Es tenen diversos marcadors per diversos tipus de malalties, microorganismes, etc.

#### Argentina
És un dels grans exportadors de blat. El problema que presenta es que no distingeix entre diferents tipus de qualitat del blat i per tant, s'està venent al mateix preu blat de molta qualitat i de poca.
Per aquest motiu, el 1988 es va crear un programa de mostreig de varietats de blat per tal de categoritzar els diferents nivells de qualitat que es produeixen a Argentina. Aquest programa hi col·laboren està dut a terme per entitats privades, empreses i l' Institut Nacional de Tecnologia Agropecuaria (INTA). Es basa en caracteritzar els diferents nivells de qualitat amb marcadors moleculars i així establir diferents varietats.
A part d'això hi ha programes de millora del blat que es duen a terme al Institut Nacional de Tecnologia Agropecuaria (INTA). Per a fer això s'estan utilitzant tècniques de selecció assistida per marcadors.

#### Catalunya
A Catalunya es va donar lloc a un procés de selecció assistida per marcadors moleculars a la mongeta del Ganxet. L'objectiu era introduir gens de resistència a antracnosi (Colletothrichum lindemuthianum) i al Virus del mosaic comú de la mongeta (BCMV). També es volia introduir el gen fin que té correlació amb el creixement.
La mongeta del Ganxet és una varietat tradicional de mongeta catalana (Phaseolus vulagirs L.). En aquest cas es va treballar amb la línia pura L67 o Montcau.
Per la selecció assistida per marcadors es van utilitzar diversos marcadors per cada gen que ens interessava. En laguns casos els marcadors van servir per introduir aquests gens en Montcau però en el cas d'alguns marcadors determinats no van servir per introduir aquests gens.